# Elettroshock (romanzo)
Elettroshock (titolo originale Shock Treatment) è un romanzo poliziesco del 1959 dello scrittore britannico James Hadley Chase, quarto della serie di romanzi con Steve Harmas.
Il libro  è stato tradotto in francese, italiano, finlandese, tedesco, afrikaans, spagnolo, giapponese.

## Trama
Terry Regan è un giovane rivenditore e tecnico elettronico di Glyn Camp, una piccola località di montagna della California, ad un centinaio di chilometri da Los Angeles. Regan è l'unico operatore commerciale della zona che vende impianti audio, radio e televisori e spesso costruisce lui stesso per i clienti più ricchi dei modelli personalizzati.
Conversando col vecchio sceriffo di Glyn Camp, Regan apprende che in uno chalet abitano i Delaney: il marito cinquantenne Jack, da anni costretto su una sedia a rotelle, e la moglie Gilda, giovane e bellissima.

## Edizioni
- James Hadley Chase, Elettroshock, collana Il Giallo Mondadori, n. 1057, Mondadori, 1969.

- James Hadley Chase, Elettroshock, traduzione di Bruno Just Lazzari, collana I Classici del Giallo Mondadori, n. 689, Mondadori, 1993,  p. 174.
- James Hadley Chase, Elettroshock, collana I Classici del Giallo Mondadori, n. 1208, Mondadori, 2008.